# Torre de Benagalbón
Torre de Benagalbón est une localité de la commune de Rincón de la Victoria de la communauté autonome d'Andalousie, dans la province de Malaga, en Espagne.